# Steven Reed
Steven Reed (Montgomery, Alabama, 1973 o 1974) és el primer alcalde afroamericà de la ciutat de Montgomery (Alabama). Membre del Partit Demòcrata dels Estats Units, també ha exercit de jutge en el Comtat de Montgomery.

## Vida i educació
Steven Reed va néixer a Montgomery, Alabama. És fill del polític i activista Joe L. Reed i de Mollie Reed. El seu pare va membre electe del Consell de la Ciutat de Montgomery entre el 1975 i el 1999. Steven Reed va obtenir el Bachelor of Arts al Morehouse College i el Màster d'administració d'empreses a la Universitat Vanderbilt.

## Carrera primerenca
Reed va ser analista financer i va treballar pel Vicegovernador d'Alabama Jim Folson Jr.
El 2012 va esdevenir el primer afroamericà jutge de successions d'Alabama. El febrer de 2015 fou el primer jutge que va atorgar llicències de matrimoni a parelles del mateix sexe. El març de 2015, les va deixar d'emetre després d'una sentència de la Cort Suprema d'Alabama.

## Alcalde de Montgomery
A les eleccions de 2019, Reed va lluitar per la carrera a l'alcaldia contra David Woods, a qui va vèncer amb el 67% dels vots. Tot i que a Montgomery el 60% de la població és negra, fou la primera capital dels confederats. A més a més, aquesta ciutat és coneguda com un lloc clau en la lluita pels drets civils dels negres estatunidencs perquè aquí s'acabà la marxa de Selva a Montgomery, la més famosa en la lluita dels afroamericans contra la segregació racial als Estats Units el març de 1965, i és també on es produí el boicot als autobusos després de l'incident amb Rosa Parks.